# Clàssic de mil caràcters

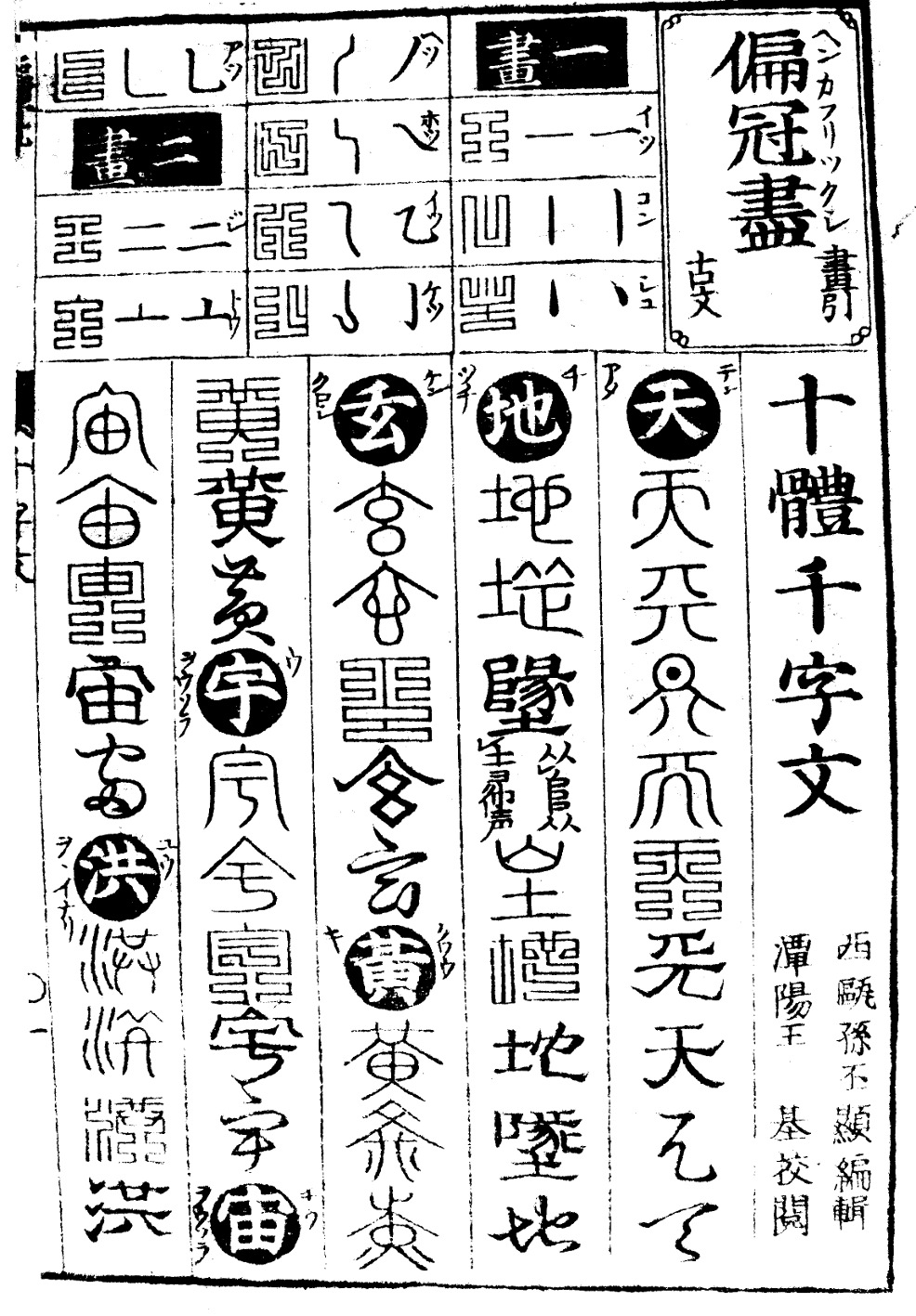
Clàssic de mil caràcters utilitzat com a diccionari d'estil: cada caràcter es dona en diferents estils en cada columna. Llibre japonés de 1756

El Clàssic de mil caràcters (en xinés, 千字文; transcrit en pinyin com Qiānzìwén), també conegut com el Text de mil caràcters, és un poema xinés que es feia servir com una cartilla per a l'ensenyament de caràcters xinesos als infants des del segle VI. Conté exactament mil caràcters, cadascú emprat només una vegada, organitzat en 250 línies de quatre caràcters cadascuna i agrupat en quatre versos de rima de línia perquè siga fàcil de memoritzar. Es canta d'una manera semblant a la dels infants que aprenien l'alfabet llatí cantant una "cançó d'alfabet". Juntament amb el Clàssic de tres caràcters i els Cent cognoms de família, formava la base de l'alfabetització en la Xina tradicional.
La primera línia n'és Tian di xuan huang (xinés simplificat: 天地玄黄, xinés tradicional: 天地玄黃; pinyin: Tu'ndì xuán huáng; jyutping: tin1 dei6 jyun4 wong4) (‘Cel i Terra fosc i groc’) i la darrera línia, Yan zai hu ye (xinés: 焉哉乎也; pinyin: Iān zāi hū iě; jyutping: yin1 zoi1 fu1 jaa5) explica l'ús de les partícules gramaticals «yan», «zai», «hu» i «ye». (Paar, ed., 1963, p. 7, 36)

## Història
Hi ha diverses històries sobre l'origen de l'obra. Es diu que l'emperador Wu de la dinastia Liang (r. 502-549) encarregà a Zhou Xingsi (xinés simplificat: 周兴嗣, xinés tradicional: 周興嗣, pinyin: Zhōo Xìngsì, 470-521) compondre aquest poema per al príncep perquè practicàs la cal·ligrafia. Altres diuen que l'emperador ordenà a Wang Xizhi, un notable cal·lígraf, que escrigués mil caràcters i li'ls donàs a Zhou com un repte per convertir-lo en una oda. Una altra història és que l'emperador ordenà als prínceps i oficials de la cort que redactassen assaigs i va ordenar a un altre ministre que els copiàs en mil papers, que es barrejaren. A Zhou se li donà la tasca de restaurar-los en l'ordre original. Va treballar tan intensament per acabar de fer-ho de la nit al dia que se li tornà el cabell completament blanc.(Paar, ed., 196, p. 3)
La popularitat del llibre en la dinastia Tang es demostra perquè se'n trobaren unes 32 còpies en les excavacions arqueològiques de Dunhuang. En la dinastia Song, ja que se suposa que totes les persones alfabetitzades havien memoritzat el text, l'ordre dels caràcters s'emprava per posar els documents en seqüència de la mateixa manera que l'ordre alfabètic s'usa en els idiomes alfabètics.
El Regne budista uigur de Qocho utilitzava el Clàssic de mil caràcters i el Qièyùn i es diu que «a la ciutat de Qocho hi havia més de cinquanta monestirs, tots els títols dels quals foren concedits pels emperadors de la dinastia Tang, que guarden molts texts budistes com Tripiṭaka, Tangyun, Yupuan, Jingyin, etc.»
En les dinasties següents a la Song, el Clàssic de tres caràcters, els Cent cognoms de família i el Clàssic de mil caràcters es coneixien com a San Bai Qian (Tres, Cent, Mil), del primer caràcter dels títols. Eren els texts quasi universals d'introducció a l'alfabetització dels estudiants, quasi exclusivament homes, procedents d'elits i alguns del poble pla. Cadascun d'ells estava disponible en moltes versions, impreses a baix preu. Quan un estudiant els havia memoritzat, podia reconéixer i pronunciar, tot i que no necessàriament escrigués o entengués el significat, aproximadament 2.000 caràcters (hi havia certa duplicació entre els texts). Com que els xinesos no usaven alfabet, aquesta era una manera efectiva, tot i que carregosa, de donar un "curs accelerat" en el reconeixement de caràcters abans de passar a entendre textos i escriure caràcters.(Rawski, 1979)

## Japó
Es diu que Wani, un llegendari erudit xinesobaekje, va transmetre el Clàssic de mil caràcters al japonés juntament amb deu llibres dels Analectes de Confuci durant el regnat de l'emperador Ōjin (r. 370?-410?). Però se suposa que el Clàssic de mil caràcters es compongué més tard.

## Corea
El Clàssic de mil caràcters s'ha utilitzat com una cartilla per a l'aprenentatge de caràcters xinesos durant molts segles, però no se sap quan s'introduí a Corea.
El llibre es considera important, juntament amb la introducció del budisme a Corea, per la introducció de caràcters xinesos en l'idioma coreà. El hanja era l'única manera d'escriure coreà fins que l'hangul fou creat sota la direcció del rei Sejong el Gran al segle XV; fins i tot, però, després de la invenció de l'hangul, la majoria d'erudits coreans continuaren escrivint en hanja fins a finals del segle xx.
L'ús del Clàssic de mil caràcters com a cartilla d'escriptura per a xiquets i xiquetes comença al 1583, quan el rei Seonjo de Joseon ordena a Han Seok-bong (1544-1605) tallar el text en blocs d'impressió de fusta.
Quaranta-quatre llegendes de Cheon (cel) al Su (aigua) del Clàssic de mil caràcters s'inscrigueren d'una en una en el revés de les Sangpyung Tongbo (una moneda coreana de la dinastia Joseon).
El Clàssic de mil caràcters té la seua pròpia forma de representació dels caràcters xinesos. Per a cada caràcter, el text mostra el seu significat (hanja coreà: 訓, saegim o hun) i so (hanja coreà: 音; eum). El vocabulari que representa el saegim no canvia en cada edició, malgrat l'evolució natural de la llengua coreana des de llavors. En les edicions Gwangju i Seokbong, però, tots dos escrits al s. XVI, hi ha una sèrie de significats diferents expressats per al mateix personatge. Els tipus de canvis de saegims en Seokbong en els de Gwangju són:
1. Les definicions es fan més generalitzades o més concretes quan l'abast semàntic del caràcter havia canviat
2. Les definicions anteriors se substitueixen per sinònims
3. Parts de la paraula en les definicions canvien

A partir d'aquests canvis, es poden trobar reemplaçaments entre coreà nadiu i coreà. En general, se suposa que els "vocabularis saegim rars" són anteriors al s. XVI, ja que es pensa que poden ser una forma fossilitzada de vocabulari coreà nadiu o estar afectats per la influència d'una variant de la província de Jeolla.
L'estudiós de Corea del Sud, Daesan Kim Seok-jin (coreà hangul: 대산 김석진), expressà la importància del Clàssic de mil caràcters en contrastar la ciència occidental i la metafísica asiàtica i el pensament orientat envers l'origen com «són els poemes recollits de la natura del cosmos i les raons de la vida humana».

## Textos manxús
Hui es coneixen diversos texts manxús del Clàssic de mil caràcters. Tots empren l'escriptura manxú per a transcriure caràcters xinesos. S'usen en la recerca sobre fonologia xinesa.
El Man han ciyan dzi wen (xinés simplificat: 满汉千字文, xinés tradicional: 滿漢千字文; pinyin: Mǎn hàn qiān zì wén; jyutping: mun5 hon3 cin1 zi6 man4) escrit per Chen Qiliang (xinés simplificat: 沉启亮, xinés tradicional: 沈啓亮, pinyin: Chénqǐliàng; jyutping: cam4 kai2 loeng6), conté text xinés i transcripció fonètica manxú. Aquesta versió es publicà durant el regnat de l'emperador Kangxi.
Un altre text, el Qing Shu Qian Zi Wen (xinés simplificat: 清书千字文, xinés tradicional: 清書千字文; pinyin: Qīngshū qiān zì wén; jyutping: cing1 syu1 cin1 zi6 man4) per You Zhen (xinés: 尤珍, pinyin: Yóu Zhēn; jyutping: jau4 zan1), es publicà al 1685 com un suplement de Baiti Qing Wen (xinés simplificat: 百体清文, xinés tradicional: 百體清文; pinyin: Bǎi tǐ qīngwén; jyutping: baak3 tai2 cing1 man4).
Dona la transcripció manxú sense l'original xinés. És conegut perquè l'esmenta l'estudiós japonés Ogyū Sorai per als estudis manxús ja al s. XVIII.
El ciyan dzi wen, sense data, propietat de la Biblioteca Nacional de França, és una variant del Qing Shu Qian Zi Wen. Es creu que fou utilitzat per l'oficina de traducció de la dinastia Joseon coreana. Conté transcripció d'hangul tant per a manxú com per a xinés. És valuós per a l'estudi de la fonologia manxú.

## El text
| 一                   | 三                   | 四                   | 五                   | 六                   | 七                   |
| 天地玄黄，宇宙洪荒。 | 盖此身发，四大五常。 | 都邑华夏，东西二京。 | 治本于农，务兹稼穑。 | 耽读玩市，寓目囊箱。 | 布射僚丸，嵇琴阮啸。 |
| 日月盈昃，辰宿列张。 | 恭惟鞠养，岂敢毁伤。 | 背邙面洛，浮渭据泾。 | 俶载南亩，我艺黍稷。 | 易輶攸畏，属耳垣墙。 | 恬笔伦纸，钧巧任钓。 |
| 寒来暑往，秋收冬藏。 | 女慕贞絜，男效才良。 | 宫殿盘郁，楼观飞惊。 | 税熟贡新，劝赏黜陟。 | 具膳餐饭，适口充肠。 | 释纷利俗，竝皆佳妙。 |
| 闰余成岁，律吕调阳。 | 知过必改，得能莫忘。 | 图写禽兽，画彩仙灵。 | 孟轲敦素，史鱼秉直。 | 饱饫烹宰，饥厌糟糠。 | 毛施淑姿，工颦妍笑。 |
| 云腾致雨，露结为霜。 | 罔谈彼短，靡恃己长。 | 丙舍傍启，甲帐对楹。 | 庶几中庸，劳谦谨敕。 | 亲戚故旧，老少异粮。 | 年矢每催，曦晖朗曜。 |
| 金生丽水，玉出昆冈。 | 信使可覆，器欲难量。 | 肆筵设席，鼓瑟吹笙。 | 聆音察理，鉴貌辨色。 | 妾御绩纺，侍巾帷房。 | 璿玑悬斡，晦魄环照。 |
| 剑号巨阙，珠称夜光。 | 墨悲丝染，诗赞羔羊。 | 升阶纳陛，弁转疑星。 | 贻厥嘉猷，勉其祗植。 | 纨扇圆洁，银烛炜煌。 | 指薪修祜，永绥吉劭。 |
| 果珍李柰，菜重芥姜。 | 景行维贤，克念作圣。 | 右通广内，左达承明。 | 省躬讥诫，宠增抗极。 | 昼眠夕寐，蓝笋象床。 | 矩步引领，俯仰廊庙。 |
| 海咸河淡，鳞潜羽翔。 | 德建名立，形端表正。 | 既集坟典，亦聚群英。 | 殆辱近耻，林皋幸即。 | 弦歌酒宴，接杯举觞。 | 束带矜庄，徘徊瞻眺。 |
| 二                   | 空谷传声，虚堂习听。 | 杜稿钟隶，漆书壁经。 | 两疏见机，解组谁逼。 | 矫手顿足，悦豫且康。 | 孤陋寡闻，愚蒙等诮。 |
| 龙师火帝，鸟官人皇。 | 祸因恶积，福缘善庆。 | 府罗将相，路侠槐卿。 | 索居闲处，沉默寂寥。 | 嫡后嗣续，祭祀烝尝。 | 谓语助者，焉哉乎也。 |
| 始制文字，乃服衣裳。 | 尺璧非宝，寸阴是竞。 | 户封八县，家给千兵。 | 求古寻论，散虑逍遥。 | 稽颡再拜，悚惧恐惶。 |                      |
| 推位让国，有虞陶唐。 | 资父事君，曰严与敬。 | 高冠陪辇，驱毂振缨。 | 欣奏累遣，戚谢欢招。 | 笺牒简要，顾答审详。 |                      |
| 吊民伐罪，周发殷汤。 | 孝当竭力，忠则尽命。 | 世禄侈富，车驾肥轻。 | 渠荷的历，园莽抽条。 | 骸垢想浴，执热愿凉。 |                      |
| 坐朝问道，垂拱平章。 | 临深履薄，夙兴温凊。 | 策功茂实，勒碑刻铭。 | 枇杷晚翠，梧桐蚤凋。 | 驴骡犊特，骇跃超骧。 |                      |
| 爱育黎首，臣伏戎羌。 | 似兰斯馨，如松之盛。 | 磻溪伊尹，佐时阿衡。 | 陈根委翳，落叶飘摇。 | 诛斩贼盗，捕获叛亡。 |                      |
| 遐迩一体，率宾归王。 | 川流不息，渊澄取映。 | 奄宅曲阜，微旦孰营。 | 游鹍独运，凌摩绛霄。 |                      |                      |
| 鸣凤在竹，白驹食场。 | 容止若思，言辞安定。 | 桓公匡合，济弱扶倾。 |                      |                      |                      |
| 化被草木，赖及万方。 | 笃初诚美，慎终宜令。 | 绮回汉惠，说感武丁。 |                      |                      |                      |
|                      | 荣业所基，藉甚无竟。 | 俊乂密勿，多士寔宁。 |                      |                      |                      |
|                      | 学优登仕，摄职从政。 | 晋楚更霸，赵魏困横。 |                      |                      |                      |
|                      | 存以甘棠，去而益咏。 | 假途灭虢，践土会盟。 |                      |                      |                      |
|                      | 乐殊贵贱，礼别尊卑。 | 何遵约法，韩弊烦刑。 |                      |                      |                      |
|                      | 上和下睦，夫唱妇随。 | 起翦颇牧，用军最精。 |                      |                      |                      |
|                      | 外受傅训，入奉母仪。 | 宣威沙漠，驰誉丹青。 |                      |                      |                      |
|                      | 诸姑伯叔，犹子比儿。 | 九州禹迹，百郡秦并。 |                      |                      |                      |
|                      | 孔怀兄弟，同气连枝。 | 岳宗泰岱，禅主云亭。 |                      |                      |                      |
|                      | 交友投分，切磨箴规。 | 雁门紫塞，鸡田赤城。 |                      |                      |                      |
|                      | 仁慈隐恻，造次弗离。 | 昆池碣石，钜野洞庭。 |                      |                      |                      |
|                      | 节义廉退，颠沛匪亏。 | 旷远绵邈，岩岫杳冥。 |                      |                      |                      |
|                      | 性静情逸，心动神疲。 |                      |                      |                      |                      |
|                      | 守真志满，逐物意移。 |                      |                      |                      |                      |
|                      | 坚持雅操，好爵自縻。 |                      |                      |                      |                      |

### Poemes semblants en altres idiomes
- Hanacaraka, javanés
- Iroha, japonés
- Shiva Sutra, sànscrit